# Ditrichum gemmiferum
Ditrichum gemmiferum là một loài rêu trong họ Ditrichaceae. Loài này được Ochyra & Lewis-Smith mô tả khoa học đầu tiên năm 1998.